# Mara Torti
Mara Torti r. Veinović (Podvidača, Sanski Most, 17. kolovoza 1944.) je bivša hrvatska rukometašica. Supruga je državnog reprezentativca u atletici, hrvatskog atletičara Lavoslava Tortija. Sestra je državne reprezentativke Milke Veinović.
Za jugoslavensku reprezentaciju ukupno je odigrala 130 utakmica.
Djetinjstvo je provela u banatskom selu Česteregu u koje je doselila s obitelji 1948. godine, pa tako ima i srbijansko državljanstvo.
Igrala je za Proleter iz Zrenjanina, Lokomotivu iz Zagreba i Dalmanadu iz Splita. 
U sastavu bivše jugoslavenske ženske rukometne reprezentacije osvojila je zlatno odličje na SP 1973. te srebrno odličje na SP 1965. i 1971. godine. Na svjetskom prvenstvu 1965. bila je proglašena za najbolje lijevo krilo. U anketi Sportskih novosti izabrana je za najbolju športašicu u Hrvatskoj 1973. godine.
Izabrana je za najbolju svjetsku rukometašicu za 1971. i 1973. godinu. 
U monografiji tiskanoj povodom pola stoljeća Međunarodne rukometne federacije, stavljena je među pet najboljih svjetskih rukometašica koje su ikad igrale, zajedno s Dankinjom Nielsen, Njemicom Kretschmar, Mađaricom Szterbinskom i Ruskinjom Turčinovom.